# Винья
Винья́ (фр. Vignats) — коммуна во Франции, находится в регионе Нижняя Нормандия. Департамент коммуны — Кальвадос. Входит в состав кантона Морто-Кулибёф. Округ коммуны — Кан.
Код INSEE коммуны — 14751.

## Население
Население коммуны на 2010 год составляло 272 человека.
| 1962 | 1968 | 1975 | 1982 | 1990 | 1999 | 2010 |
| ---- | ---- | ---- | ---- | ---- | ---- | ---- |
| 295  | 299  | 266  | 249  | 206  | 224  | 272  |

## Экономика
В 2010 году среди 169 человек трудоспособного возраста (15—64 лет) 124 были экономически активными, 45 — неактивными (показатель активности — 73,4 %, в 1999 году было 77,0 %). Из 124 активных жителей работали 116 человек (57 мужчин и 59 женщин), безработных было 8 (2 мужчин и 6 женщин). Среди 45 неактивных 10 человек были учениками или студентами, 21 — пенсионерами, 14 были неактивными по другим причинам.